# گاربانیاته موناسترو
گاربانیاته موناسترو (به ایتالیایی: Garbagnate Monastero) یک کومونه در ایتالیا است که در استان لکو واقع شده‌است. گاربانیاته موناسترو ۳٫۵ کیلومتر مربع مساحت و ۲٬۴۲۰ نفر جمعیت دارد.